# Hellfire Corner
Hellfire Corner is een wegenknooppunt gelegen ten oosten van Ieper die een strategische plaats was tijdens de Eerste Wereldoorlog. De Duitse eenheden waren hoger gestationeerd ten noordoosten en zuidoosten van het knooppunt, zo hadden ze een goed zicht. Deze plaats werd dan ook zwaar bestookt door de Duitse artillerie, vandaar de naam Hellfire Corner. Daar blijven was een groot risico. De Duitse troepen hebben dit punt niet kunnen bezetten tenzij bij de Vierde slag van Ieper.
Nu is het de grootste rotonde van Ieper waar de Kruiskalsijdestraat, Zuiderring, Zillebekevoetweg, Maaldestedestraat en de Meenseweg op uitkomen. Sinds 1925 staat er de granieten demarcatiepaal nr.19 ter nagedachtenis van de Britse oorlogsslachtoffers.